# 田中裕士 (ボクサー)
田中 裕士（たなか ゆうし、男性、1991年10月28日 - ）は、日本の元プロボクサー。愛知県名古屋市出身。SOUL BOX畑中ボクシングジム所属。元WBC世界バンタム級ユース王者。

## 来歴
享栄高校3年次にインターハイ、国体出場。部活引退後、高校の先輩畑中清詞の畑中ジムに入門。2009年11月22日、名古屋国際会議場にてプロデビューを1回TKO勝利。この興行では高校の同期児玉善徳もデビューしている。
2010年8月7日、名古屋市公会堂での中日本新人王決定戦に出場し、4回引き分け後優勢勝ちで中日本新人王を獲得、敢闘賞も受賞。
西日本・西部日本新人王に連勝し、全日本新人王決定戦スーパーフライ級西軍代表になり、後楽園ホールで東軍代表佐藤宗史と対戦、4回引き分けで延長戦に持ち込むも全日本新人王は逃した。
2011年3月13日、中日本新人王で引き分けた相手をKOすると、6連勝。
2013年3月17日、名古屋国際会議場にて野崎雅光が持つWBC世界バンタム級ユース王座に挑戦するが、引き分け。
2013年7月14日、野崎が返上して空位になったユース世界王座をWBCインターナショナルユースバンタム級王者ベルゲル・ネブラン（ フィリピン）と争い、判定3-0でプロ初タイトルを獲得。
2013年11月10日、ユース世界王座初防衛戦としてノラシン・パタナカーンジム（ タイ）と対戦、初回序盤にボディを捕らえダウンさせ、テンカウントを聞かせて初防衛成功。
2014年3月16日、ユース世界王座2度目の防衛戦としてジョン・バジャワ（ インドネシア）と対戦、8回に左フックでダウンを奪うと、立ち上がった相手に連打を喰らわせレフェリーストップTKOで2度目の防衛に成功。
2014年11月23日、前回3月16日の2度目の防衛戦で負傷し、8ヶ月ぶりの防衛戦となった。ユース世界王座3度目の防衛戦としてレンディ・ストーン（ インドネシア）と対戦、3回ダウンを奪うと、試合終盤連打を喰らわせ2度目のダウンを奪うと、レフェリーストップTKOで3度目の防衛に成功。以降はユースタイトルを返上し、日本タイトルやOPBF、世界タイトルを狙っていくと公言。
2016年3月18日、後楽園ホールで大森将平の王座返上に伴い日本バンタム級1位の益田健太郎と日本バンタム級王座決定戦を行い、8回1分40秒TKO負けを喫し王座獲得に失敗した。
2017年3月10日、後楽園ホールで益田健太郎の王座返上に伴い日本バンタム級1位の赤穂亮と日本バンタム級王座決定戦を行い、10回0-3（93-98、92-98が2者）の判定負けを喫しまたも王座獲得に失敗した。
2017年5月20日、武田テバオーシャンアリーナでシーラユット・シットサイトーン (タイ)と対戦し、2回2分45秒TKO勝ちを収め、再起に成功した。
2017年9月3日、刈谷市あいおいホールでブライアン・カパンパンガン（フィリピン）と対戦し、8回3-0（78-75,78-75,78-74）で判定勝ちを収めた。
2019年3月16日、1年6ヶ月ぶりの試合として
岐阜メモリアルセンターで愛ドームでユ・ヨウグ（中国）と対戦し、8回1-0（76-75、76-76×2）で引き分けとなった。同月、現役を引退した

## 戦績
- 26戦21勝（14KO）2敗3分

## 獲得タイトル
- 第10代WBC世界バンタム級ユース王座（防衛3）